# Раєн (фортеця)
29°35′36″ пн. ш. 57°26′18″ сх. д. / 29.593378° пн. ш. 57.438261° сх. д.
Фортеця Раєн (перс. ارگ راين; англ. Arg-e Rāyen) — глинобитна фортеця в провінції Керман на південному сході Ірану.
Середньовічне глинобитне місто Раєн аналогічне Бамській цитаделі, зруйнованій землетрусом у 2003.
Фортеця дуже добре збереглася, незважаючи на природні катаклізми. Передбачається, що фортеця була заснована принаймні близько 1500 років тому і, можливо, сягає епохи Сасанідів.
Займає площу близько 20 000 м², має майже квадратну форму та прикрашена кількома вежами по периметру. Стіна фортеці має висоту понад 10 метрів. Єдиний вхід у замок — зі східного боку. Усередині фортеці розташовані колишні будинки аристократів, чотири склади, храми та громадські будівлі.